# Sant'Antonino di Susa
Sant'Antonino di Susa (San-Tunin in piemontese, Santantunin in francoprovenzale, Saint Antonin in francese) è un comune italiano di 4 101 abitanti della città metropolitana di Torino in Piemonte. Il comune è situato sul versante orografico destro della Dora Riparia. Si trova in bassa Val di Susa.

## Storia
Il più antico nucleo abitativo era il borgo di Sant'Agata, risalente all'Alto Medioevo, sede della prevostura di San Desiderio. Nel 1043 i signori di San Giusto di Susa (il marchese Enrico e la moglie) fecero costruire per i canonici di Sant'Agostino la chiesa che ancora oggi è ubicata nel centro del paese.
Nel corso della seconda guerra mondiale, nel periodo dell'occupazione tedesca, tra il 10 e il 18 maggio del 1944, la val Sangone viene investita da un massiccio rastrellamento ad opera delle truppe nazifasciste: l’operazione denominata Habicht porta all'uccisone di oltre cento partigiani e numerosi civili, intere borgate sono saccheggiate e bruciate (in particolare Forno e Pontetto). Delle 27 persone arrestate nei boschi sopra le montagne di Villar Focchiardo, 17 sono fucilate il 13 maggio e sepolte dietro il muro perimetrale del cimitero di Sant'Antonino; i rimanenti dieci prigionieri sono deportati in Germania.

## Via Francigena
Per il centro abitato di Sant'Antonino di Susa passa il percorso storico della Via Francigena nella Valle di Susa, dirigendosi successivamente verso Vaie e Sant'Ambrogio di Torino.

## Economia

### Industria
Il nome di Sant'Antonino di Susa è legato all'impianto nell'anno 1900 dell'industria cotoniera "Wild & Abegg" su terreni ceduti a prezzo agevolato dal Comune, industria che successivamente nel 1914 assunse il nome di "Cotonificio Vallesusa" e che aveva gran parte delle maestranze provenienti dall'area circostante.

Il disastroso tracollo finanziario alla fine degli anni '60 portò ad una crisi occupazionale molto grave nella zona e nei comuni limitrofi.

## Società

### Evoluzione demografica
Abitanti censiti

### Etnie e minoranze straniere
Secondo i dati ISTAT al 31 dicembre 2019 la popolazione straniera residente era di 331 persone. Le nazionalità maggiormente rappresentate in base alla loro percentuale sul totale della popolazione residente erano:
- Romania 159 (3,81 %)
- Marocco 97 (2,32 %)
- Albania 33 (0,80 %)

## Amministrazione

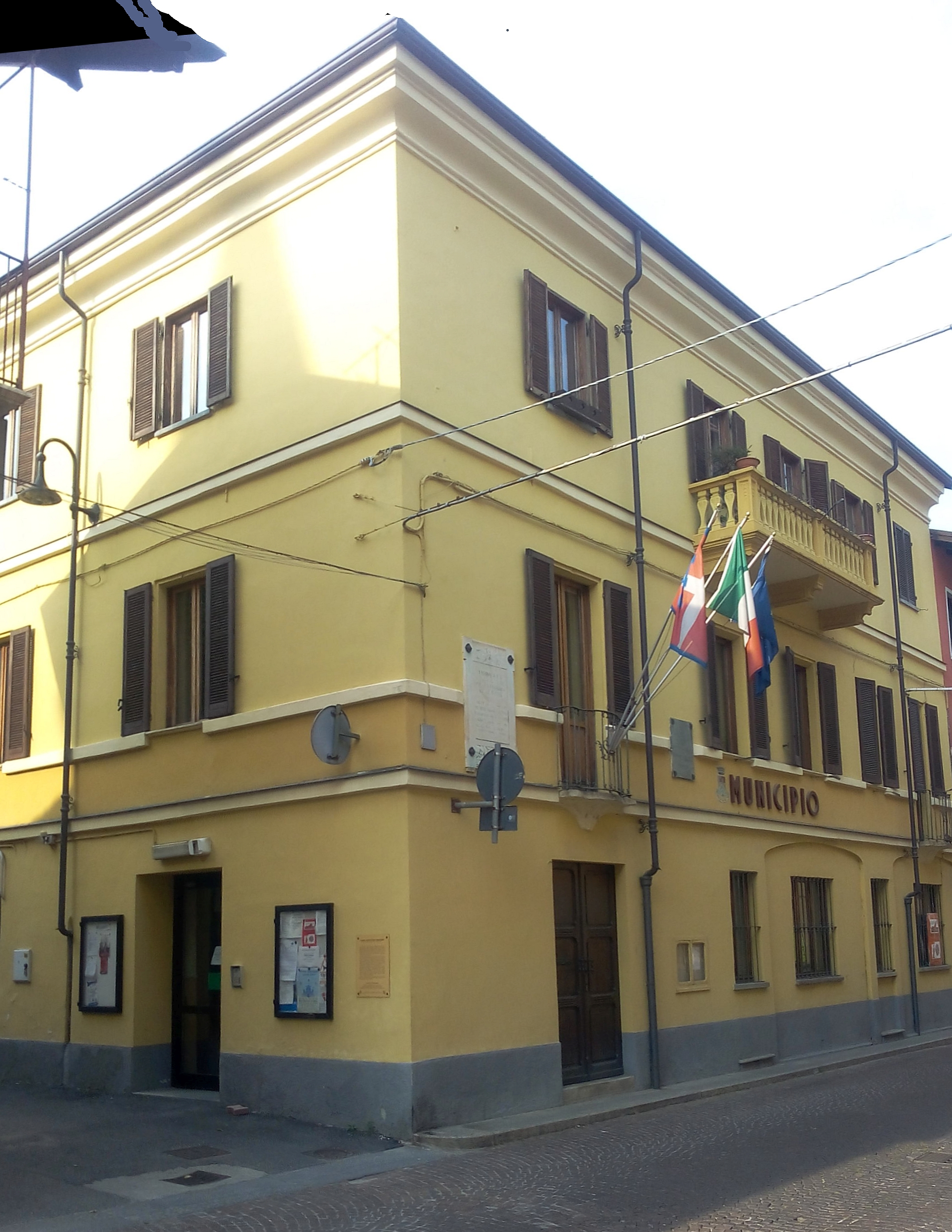
Il municipio

Di seguito è presentata una tabella relativa alle amministrazioni che si sono succedute in questo comune.
| Periodo        | Periodo        | Primo cittadino      | Partito                                           | Carica  | Note  |
| -------------- | -------------- | -------------------- | ------------------------------------------------- | ------- | ----- |
| 12 luglio 1985 | 30 maggio 1990 | Roberto Martoglio    | Partito Comunista Italiano                        | Sindaco | [ 7 ] |
| 30 maggio 1990 | 24 aprile 1995 | Giancarlo Martoia    | UNIONE DEMOCRATICA SANTANTONINESE                 | Sindaco | [ 7 ] |
| 24 aprile 1995 | 14 giugno 1999 | Gianpaolo Corciarino | UNIONE DEMOCRATICA per Sant'Antonino              | Sindaco | [ 7 ] |
| 14 giugno 1999 | 14 giugno 2004 | Gianpaolo Corciarino | lista civica Unione Democratica per Sant'Antonino | Sindaco | [ 7 ] |
| 14 giugno 2004 | 8 giugno 2009  | Antonio Ferrentino   | lista civica                                      | Sindaco | [ 7 ] |
| 8 giugno 2009  | 26 maggio 2014 | Antonio Ferrentino   | lista civica                                      | Sindaco | [ 7 ] |
| 26 maggio 2014 | 27 maggio 2019 | Susanna Preacco      | lista civica Sant'Antonino per te                 | Sindaco | [ 7 ] |
| 27 maggio 2019 | 10 giugno 2024 | Susanna Preacco      | lista civica Sant'Antonino per te                 | Sindaco | [ 7 ] |

### Altre informazioni amministrative
Il comune faceva parte della Comunità Montana Valle Susa e Val Sangone.